# Chính phủ Phạm Minh Chính
Chính phủ Phạm Minh Chính, hay còn được gọi là Chính phủ Quốc hội khóa XV là chính phủ thứ 43 của Việt Nam, và được Quốc hội khóa XV phê chuẩn thông qua.
Người đứng đầu chính phủ là Thủ tướng Phạm Minh Chính. Ông cũng như những thành viên Chính phủ khác đã được Quốc hội bầu ra tại kỳ họp thứ 11, Quốc hội khóa XIV và việc bổ nhiệm đã được phê chuẩn tại kỳ họp thứ nhất, Quốc hội khóa XV.
Chính phủ hoạt động trong thời kì Việt Nam trải qua biến động chính trị, với một loạt các nhân sự cấp cao bị thay thế trong thời gian ngắn dưới thời các Tổng Bí thư Nguyễn Phú Trọng và Tô Lâm, với 3 đợt điều chỉnh khác nhau. Theo chỉ đạo của Bộ Chính trị, chính phủ đã tinh gọn bộ máy trước khi kết thúc nhiệm kì năm 2026, đổi từ cấu trúc 22 xuống còn 17 bộ và cơ quan ngang bộ, giảm 5 bộ trưởng.

## Thành viên Chính phủ đương nhiệm
Chính phủ thực đợt điều chỉnh thứ 5 với việc Chủ tịch nước Lương Cường đình chỉ chức vụ của Bộ trưởng Bộ Nông nghiệp và Môi trường Đỗ Đức Duy và Thủ tướng Phạm Minh Chính giao quyền Bộ trưởng Bộ Nông nghiệp và Môi trường cho Phó Tổng Thanh tra Thường trực Thanh tra Chính phủ Trần Đức Thắng vào ngày 17 tháng 7 năm 2025.
| Chính phủ Phạm Minh Chính điều chỉnh lần 5 | Chính phủ Phạm Minh Chính điều chỉnh lần 5                             | Chính phủ Phạm Minh Chính điều chỉnh lần 5                                                                                   | Chính phủ Phạm Minh Chính điều chỉnh lần 5                            |
| --- | ---------------------------------------------------------------------- | --- | --------------------------------------------------------------------- |
| Lãnh đạo Chính phủ – quản lý toàn diện mọi hoạt động thuộc chức năng, nhiệm vụ, quyền hạn của Chính phủ Chức vụ đã được bổ nhiệm trong đợt cải tổ Chức vụ đã thay thế trong nhiệm kì Quốc hội Chức vụ giữ nguyên từ nhiệm kì Quốc hội trước |                                                                        | |                                                                       |
| Nguồn: |                                                                        | |                                                                       |
| Chức vụ Nội dung phụ trách & Ngày nhậm chức | Đuơng chức                                                             | Chức vụ Nội dung phụ trách & Ngày nhậm chức                                                                                  | Đuơng chức                                                            |
| – Thủ tướng Chính phủ Nhậm chức 5 tháng 4 năm 2021 | Trưởng ban Tổ chức Trung ương Phạm Minh Chính từ Thanh Hóa             | – Phó Thủ tướng Thường trực Chính phủ Phụ trách Nội chính Phó thủ tướng từ 26 tháng 8 năm 2024 Nhậm chức 28 tháng 8 năm 2024 | Chánh án Tòa án nhân dân tối cao Nguyễn Hòa Bình từ Quảng Ngãi        |
| – Phó Thủ tướng Chính phủ Phụ trách Kinh tế ngành Nhậm chức 5 tháng 1 năm 2023 | Bộ trưởng Bộ Tài nguyên và Môi trường Trần Hồng Hà từ Hà Tĩnh          | – Phó Thủ tướng Chính phủ Phụ trách Tư pháp, Y tế, Giáo dục Nhậm chức 6 tháng 6 năm 2024                                     | Bộ trưởng Bộ Tư pháp Lê Thành Long từ Thanh Hóa                       |
| – Phó Thủ tướng Chính phủ Phụ trách Kinh tế tổng hợp Nhậm chức 26 tháng 8 năm 2024 | Bộ trưởng Bộ Tài chính Hồ Đức Phớc từ Nghệ An                          | – Phó Thủ tướng Chính phủ Phụ trách Đối ngoại, Công thương Nhậm chức 26 tháng 8 năm 2024                                     | Bộ trưởng Bộ Ngoại giao Bùi Thanh Sơn từ Hà Nội                       |
| – Phó Thủ tướng Chính phủ Phụ trách Khoa học, Công nghệ Nhậm chức 18 tháng 2 năm 2025 | Bộ trưởng Bộ Kế hoạch và Đầu tư Nguyễn Chí Dũng từ Hà Tĩnh             | – Phó Thủ tướng Chính phủ Phụ trách Văn hóa, Xã hội Nhậm chức 18 tháng 2 năm 2025                                            | Trưởng Ban Dân vận Trung ương Mai Văn Chính từ Long An                |
| Cơ quan cấp bộ |                                                                        | |                                                                       |
| – Bộ trưởng Bộ Quốc phòng Nhậm chức 8 tháng 4 năm 2021 | Thứ trưởng Phan Văn Giang từ Nam Định                                  | – Bộ trưởng Bộ Công an Nhậm chức 6 tháng 6 năm 2024                                                                          | Thứ trưởng Lương Tam Quang từ Hưng Yên                                |
| – Bộ trưởng Bộ Ngoại giao Nhậm chức 8 tháng 4 năm 2021 | Thứ trưởng Bùi Thanh Sơn từ Hà Nội                                     | – Bộ trưởng Bộ Nội vụ Nhậm chức 8 tháng 4 năm 2021                                                                           | Thứ trưởng Phạm Thị Thanh Trà từ Nghệ An                              |
| – Bộ trưởng Bộ Tư pháp Nhậm chức 26 tháng 8 năm 2024 | Cựu Bí thư Tỉnh ủy Khánh Hòa Nguyễn Hải Ninh từ Hưng Yên               | – Bộ trưởng Bộ Tài chính Nhậm chức 28 tháng 11 năm 2024                                                                      | Bộ trưởng Bộ Giao thông Vận tải Nguyễn Văn Thắng từ Hà Nội            |
| – Bộ trưởng Bộ Công Thương Nhậm chức 8 tháng 4 năm 2021 | Cựu Phó Trưởng ban Tuyên giáo Trung ương Nguyễn Hồng Diên từ Thái Bình | – Bộ trưởng Bộ Nông nghiệp và Môi trường Tạm quyền 17 tháng 7 năm 2025                                                       | Phó Tổng Thường trực Thanh tra Chính phủ Trần Đức Thắng từ Vĩnh Phúc  |
| – Bộ trưởng Bộ Xây dựng Nhậm chức 18 tháng 2 năm 2025 | Bộ trưởng Bộ Giao thông Vận tải Trần Hồng Minh từ Hà Nội               | – Bộ trưởng Bộ Văn hóa, Thể thao và Du lịch Nhậm chức 8 tháng 4 năm 2021                                                     | Thứ trưởng Nguyễn Văn Hùng từ Quảng Trị                               |
| – Bộ trưởng Bộ Khoa học và Công nghệ Nhậm chức 18 tháng 2 năm 2025 | Bộ trưởng Bộ Thông tin và Truyền thông Nguyễn Mạnh Hùng từ Bắc Ninh    | – Bộ trưởng Bộ Giáo dục và Đào tạo Nhậm chức 8 tháng 4 năm 2021                                                              | Giám đốc Đại học Quốc gia Hà Nội Nguyễn Kim Sơn từ Hải Phòng          |
| – Bộ trưởng Bộ Y tế Quyền Bộ trưởng từ 15 tháng 7 năm 2022 Nhậm chức 21 tháng 10 năm 2022 | Cựu Bí thư Tỉnh ủy Bắc Ninh Đào Hồng Lan từ Hải Dương                  | – Bộ trưởng Bộ Dân tộc và Tôn giáo Nhậm chức 18 tháng 2 năm 2025                                                             | Bộ trưởng Bộ Lao động – Thương binh và Xã hội Đào Ngọc Dung từ Hà Nam |
| Cơ quan ngang bộ |                                                                        | |                                                                       |
| Chức vụ Nội dung phụ trách & Ngày nhậm chức | Đương chức                                                             | Chức vụ Nội dung phụ trách & Ngày nhậm chức                                                                                  | Đương chức                                                            |
| – Bộ trưởng, Chủ nhiệm Văn phòng Chính phủ Nhậm chức 8 tháng 4 năm 2021 | Phó Chủ nhiệm Thường trực Trần Văn Sơn từ Nam Định                     | – Thống đốc Ngân hàng Nhà nước Việt Nam Nhậm chức 12 tháng 11 năm 2020                                                       | Phó Thống đốc Nguyễn Thị Hồng từ Hà Nội                               |
| – Tổng Thanh tra Chính phủ Nhậm chức 8 tháng 4 năm 2021 | Cựu Bí thư Tỉnh ủy Đoàn Hồng Phong từ Nam Định                         | |                                                                       |

## Chính phủ đầu nhiệm kỳ
Chiều ngày 28 tháng 07 năm 2021, tại kỳ họp thứ nhất, Quốc hội Việt Nam khóa XV, các đại biểu Quốc hội đã biểu quyết thông qua các nghị quyết về phê chuẩn việc bổ nhiệm Phó Thủ tướng Chính phủ, Bộ trưởng, thành viên khác của Chính phủ. Nghị quyết thông qua cơ cấu số lượng thành viên Chính phủ nhiệm kỳ 2021-2026, gồm Thủ tướng, 4 Phó Thủ tướng (giảm 1 Phó Thủ tướng so với khóa trước); 22 Bộ trưởng, trưởng ngành.
| Chính phủ Phạm Minh Chính | Chính phủ Phạm Minh Chính                                        | Chính phủ Phạm Minh Chính                                                                                         | Chính phủ Phạm Minh Chính                                                           |
| --- | ---------------------------------------------------------------- | --- | ----------------------------------------------------------------------------------- |
| Lãnh đạo Chính phủ – quản lý toàn diện mọi hoạt động thuộc chức năng, nhiệm vụ, quyền hạn của Chính phủ Chức vụ giữ nguyên từ nhiệm kì Quốc hội trước |                                                                  | |                                                                                     |
| Nguồn: |                                                                  | |                                                                                     |
| Chức vụ Nội dung phụ trách & Ngày nhậm chức | Đuơng chức                                                       | Chức vụ Nội dung phụ trách & Ngày nhậm chức                                                                       | Đuơng chức                                                                          |
| – Thủ tướng Chính phủ Nhậm chức 5 tháng 4 năm 2021 | Trưởng ban Tổ chức Trung ương Phạm Minh Chính từ Thanh Hóa       | – Phó Thủ tướng Chính phủ Phụ trách Kinh tế ngành Nhậm chức 8 tháng 4 năm 2021                                    | Cựu Chủ tịch Ủy ban nhân dân tỉnh Lê Văn Thành từ Hải Phòng                         |
| – Phó Thủ tướng Chính phủ Phụ trách Y tế, Khoa giáo - Văn xã Nhậm chức 13 tháng 11 năm 2013                                                           | Bộ trưởng, Chủ nhiệm Văn phòng Chính phủ Vũ Đức Đam từ Hải Dương | – Phó Thủ tướng Chính phủ Phụ trách Kinh tế tổng hợp và Thanh tra, khiếu nại, tố cáo Nhậm chức 8 tháng 4 năm 2021 | Tổng Thanh tra Chính phủ Lê Minh Khái từ Bạc Liêu                                   |
| – Phó Thủ tướng Chính phủ Phụ trách Nội chính, Ngoại giao Nhậm chức 13 tháng 11 năm 2013                                                              | Bộ trưởng Bộ Ngoại giao Phạm Bình Minh từ Nam Định               | |                                                                                     |
| Cơ quan cấp bộ |                                                                  | |                                                                                     |
| – Bộ trưởng Bộ Quốc phòng Nhậm chức 8 tháng 4 năm 2021                                                                                                | Thứ trưởng Phan Văn Giang từ Nam Định                            | – Bộ trưởng Bộ Công an Nhậm chức 9 tháng 4 năm 2016                                                               | Thứ trưởng Tô Lâm từ Hưng Yên                                                       |
| – Bộ trưởng Bộ Nội vụ Nhậm chức 8 tháng 4 năm 2021 | Thứ trưởng Phạm Thị Thanh Trà từ Nghệ An                         | – Bộ trưởng Bộ Ngoại giao Nhậm chức 8 tháng 4 năm 2021                                                            | Thứ trưởng Bùi Thanh Sơn từ Hà Nội                                                  |
| – Bộ trưởng Bộ Kế hoạch và Đầu tư Nhậm chức 9 tháng 4 năm 2016                                                                                        | Thứ trưởng Nguyễn Chí Dũng từ Hà Tĩnh                            | – Bộ trưởng Bộ Tài chính Nhậm chức 8 tháng 4 năm 2021                                                             | Tổng Kiểm toán nhà nước Hồ Đức Phớc từ Nghệ An                                      |
| – Bộ trưởng Bộ Công Thương Nhậm chức 8 tháng 4 năm 2021                                                                                               | Cựu Chủ tịch Ủy ban nhân dân tỉnh Nguyễn Hồng Diên từ Thái Bình  | – Bộ trưởng Bộ Nông nghiệp và Phát triển nông thôn Nhậm chức 8 tháng 4 năm 2021                                   | Thứ trưởng Lê Minh Hoan từ Đồng Tháp                                                |
| – Bộ trưởng Bộ Giao thông Vận tải Nhậm chức 26 tháng 10 năm 2017                                                                                      | Cựu Thứ trưởng Nguyễn Văn Thể từ Đồng Tháp                       | – Bộ trưởng Bộ Xây dựng Nhậm chức 8 tháng 4 năm 2021                                                              | Thứ trưởng Nguyễn Thanh Nghị từ Cà Mau                                              |
| – Bộ trưởng Bộ Thông tin và Truyền thông Quyền Bộ trưởng từ 27 tháng 7 năm 2018 Nhậm chức 24 tháng 10 năm 2018                                        | Chủ tịch, Tổng giám đốc Viettel Nguyễn Mạnh Hùng từ Bắc Ninh     | – Bộ trưởng Bộ Lao động – Thương binh và Xã hội Nhậm chức 9 tháng 4 năm 2016                                      | Cựu Chủ tịch Hội đồng nhân dân tỉnh Đào Ngọc Dung từ Hà Nam                         |
| – Bộ trưởng Bộ Văn hóa, Thể thao và Du lịch Nhậm chức 8 tháng 4 năm 2021                                                                              | Thứ trưởng Nguyễn Văn Hùng từ Quảng Trị                          | – Bộ trưởng Bộ Khoa học và Công nghệ Nhậm chức 12 tháng 11 năm 2020                                               | Giám đốc Đại học Quốc gia Thành phố Hồ Chí Minh Huỳnh Thành Đạt từ Bến Tre          |
| – Bộ trưởng Bộ Giáo dục và Đào tạo Nhậm chức 8 tháng 4 năm 2021                                                                                       | Giám đốc Đại học Quốc gia Hà Nội Nguyễn Kim Sơn từ Hải Phòng     | – Bộ trưởng Bộ Y tế Quyền Bộ trưởng từ 7 tháng 7 năm 2020 Nhậm chức 12 tháng 11 năm 2020                          | Thứ trưởng Thường trực Nguyễn Thanh Long từ Nam Định                                |
| – Bộ trưởng Bộ Tài nguyên và Môi trường Nhậm chức 9 tháng 4 năm 2016                                                                                  | Thứ trưởng Trần Hồng Hà từ Hà Tĩnh                               | – Bộ trưởng Bộ Tư pháp Nhậm chức 9 tháng 4 năm 2016                                                               | Thứ trưởng Lê Thành Long từ Thanh Hóa                                               |
| Cơ quan ngang bộ |                                                                  | |                                                                                     |
| Chức vụ Nội dung phụ trách & Ngày nhậm chức | Đương chức                                                       | Chức vụ Nội dung phụ trách & Ngày nhậm chức                                                                       | Đương chức                                                                          |
| – Bộ trưởng, Chủ nhiệm Văn phòng Chính phủ Nhậm chức 8 tháng 4 năm 2021                                                                               | Phó Chủ nhiệm Thường trực Trần Văn Sơn từ Nam Định               | – Bộ trưởng, Chủ nhiệm Ủy ban Dân tộc Nhậm chức 8 tháng 4 năm 2021                                                | Phó Chủ tịch kiêm Tổng thư ký Ủy ban Trung ương MTTQ Việt Nam Hầu A Lềnh từ Lào Cai |
| – Tổng Thanh tra Chính phủ Nhậm chức 8 tháng 4 năm 2021                                                                                               | Cựu Chủ tịch Ủy ban nhân dân tỉnh Đoàn Hồng Phong từ Nam Định    | – Thống đốc Ngân hàng Nhà nước Việt Nam Nhậm chức 12 tháng 11 năm 2020                                            | Phó Thống đốc Nguyễn Thị Hồng từ Hà Nội                                             |

## Điều chỉnh lần 1
Chính phủ đã thực hiện điều chỉnh một số vị trí lần thứ nhất sau Vụ sai phạm tại Công ty cổ phần Công nghệ Việt Á và việc miễn nhiệm Bộ trưởng Bộ Giao thông vận tải Nguyễn Văn Thể.

### Thay đổi
- Bộ trưởng Bộ Y tế Đào Hồng Lan nhậm chức vào ngày 21 tháng 10 năm 2022, thay thế Nguyễn Thanh Long, người đã bị bắt giam và cách chức do dính líu đến Vụ sai phạm tại Công ty cổ phần Công nghệ Việt Á.[8]
- Bộ trưởng Bộ Giao thông vận tải Nguyễn Văn Thắng nhậm chức vào ngày 21 tháng 10 năm 2022, thay thế Nguyễn Văn Thể, người đã từ nhiệm và trở thành Bí thư Đảng ủy Khối Các cơ quan Trung ương.

| Chính phủ Phạm Minh Chính điều chỉnh lần 1 | Chính phủ Phạm Minh Chính điều chỉnh lần 1                                             | Chính phủ Phạm Minh Chính điều chỉnh lần 1                                                                        | Chính phủ Phạm Minh Chính điều chỉnh lần 1                                          |
| --- | -------------------------------------------------------------------------------------- | --- | ----------------------------------------------------------------------------------- |
| Lãnh đạo Chính phủ – quản lý toàn diện mọi hoạt động thuộc chức năng, nhiệm vụ, quyền hạn của Chính phủ Chức vụ đã thay thế trong nhiệm kì Quốc hội Chức vụ giữ nguyên từ nhiệm kì Quốc hội trước |                                                                                        | |                                                                                     |
| Nguồn: |                                                                                        | |                                                                                     |
| Chức vụ Nội dung phụ trách & Ngày nhậm chức | Đuơng chức                                                                             | Chức vụ Nội dung phụ trách & Ngày nhậm chức                                                                       | Đuơng chức                                                                          |
| – Thủ tướng Chính phủ Nhậm chức 5 tháng 4 năm 2021 | Trưởng ban Tổ chức Trung ương Phạm Minh Chính từ Thanh Hóa                             | – Phó Thủ tướng Chính phủ Phụ trách Kinh tế ngành Nhậm chức 8 tháng 4 năm 2021                                    | Cựu Chủ tịch Ủy ban nhân dân tỉnh Lê Văn Thành từ Hải Phòng                         |
| – Phó Thủ tướng Chính phủ Phụ trách Y tế, Khoa giáo - Văn xã Nhậm chức 13 tháng 11 năm 2013 | Bộ trưởng, Chủ nhiệm Văn phòng Chính phủ Vũ Đức Đam từ Hải Dương                       | – Phó Thủ tướng Chính phủ Phụ trách Kinh tế tổng hợp và Thanh tra, khiếu nại, tố cáo Nhậm chức 8 tháng 4 năm 2021 | Tổng Thanh tra Chính phủ Lê Minh Khái từ Bạc Liêu                                   |
| – Phó Thủ tướng Chính phủ Phụ trách Nội chính, Ngoại giao Nhậm chức 13 tháng 11 năm 2013 | Bộ trưởng Bộ Ngoại giao Phạm Bình Minh từ Nam Định                                     | |                                                                                     |
| Cơ quan cấp bộ |                                                                                        | |                                                                                     |
| – Bộ trưởng Bộ Quốc phòng Nhậm chức 8 tháng 4 năm 2021 | Thứ trưởng Phan Văn Giang từ Nam Định                                                  | – Bộ trưởng Bộ Công an Nhậm chức 9 tháng 4 năm 2016                                                               | Thứ trưởng Tô Lâm từ Hưng Yên                                                       |
| – Bộ trưởng Bộ Nội vụ Nhậm chức 8 tháng 4 năm 2021 | Thứ trưởng Phạm Thị Thanh Trà từ Nghệ An                                               | – Bộ trưởng Bộ Ngoại giao Nhậm chức 8 tháng 4 năm 2021                                                            | Thứ trưởng Bùi Thanh Sơn từ Hà Nội                                                  |
| – Bộ trưởng Bộ Kế hoạch và Đầu tư Nhậm chức 9 tháng 4 năm 2016 | Thứ trưởng Nguyễn Chí Dũng từ Hà Tĩnh                                                  | – Bộ trưởng Bộ Tài chính Nhậm chức 8 tháng 4 năm 2021                                                             | Tổng Kiểm toán nhà nước Hồ Đức Phớc từ Nghệ An                                      |
| – Bộ trưởng Bộ Công Thương Nhậm chức 8 tháng 4 năm 2021 | Cựu Chủ tịch Ủy ban nhân dân tỉnh Nguyễn Hồng Diên từ Thái Bình                        | – Bộ trưởng Bộ Nông nghiệp và Phát triển nông thôn Nhậm chức 8 tháng 4 năm 2021                                   | Thứ trưởng Lê Minh Hoan từ Đồng Tháp                                                |
| – Bộ trưởng Bộ Giao thông Vận tải Nhậm chức 21 tháng 10 năm 2022 | Cựu Chủ tịch Ủy ban nhân dân tỉnh, Chủ tịch HĐQT VietinBank Nguyễn Văn Thắng từ Hà Nội | – Bộ trưởng Bộ Xây dựng Nhậm chức 8 tháng 4 năm 2021                                                              | Thứ trưởng Nguyễn Thanh Nghị từ Cà Mau                                              |
| – Bộ trưởng Bộ Thông tin và Truyền thông Quyền Bộ trưởng từ 27 tháng 7 năm 2018 Nhậm chức 24 tháng 10 năm 2018                                                                                    | Chủ tịch, Tổng giám đốc Viettel Nguyễn Mạnh Hùng từ Bắc Ninh                           | – Bộ trưởng Bộ Lao động – Thương binh và Xã hội Nhậm chức 9 tháng 4 năm 2016                                      | Cựu Chủ tịch Hội đồng nhân dân tỉnh Đào Ngọc Dung từ Hà Nam                         |
| – Bộ trưởng Bộ Văn hóa, Thể thao và Du lịch Nhậm chức 8 tháng 4 năm 2021 | Thứ trưởng Nguyễn Văn Hùng từ Quảng Trị                                                | – Bộ trưởng Bộ Khoa học và Công nghệ Nhậm chức 12 tháng 11 năm 2020                                               | Giám đốc Đại học Quốc gia Thành phố Hồ Chí Minh Huỳnh Thành Đạt từ Bến Tre          |
| – Bộ trưởng Bộ Giáo dục và Đào tạo Nhậm chức 8 tháng 4 năm 2021 | Giám đốc Đại học Quốc gia Hà Nội Nguyễn Kim Sơn từ Hải Phòng                           | – Bộ trưởng Bộ Y tế Quyền Bộ trưởng từ 15 tháng 7 năm 2022 Nhậm chức 21 tháng 10 năm 2022                         | Cựu Thứ trưởng Đào Hồng Lan từ Hải Dương                                            |
| – Bộ trưởng Bộ Tài nguyên và Môi trường Nhậm chức 9 tháng 4 năm 2016 | Thứ trưởng Trần Hồng Hà từ Hà Tĩnh                                                     | – Bộ trưởng Bộ Tư pháp Nhậm chức 9 tháng 4 năm 2016                                                               | Thứ trưởng Lê Thành Long từ Thanh Hóa                                               |
| Cơ quan ngang bộ |                                                                                        | |                                                                                     |
| Chức vụ Nội dung phụ trách & Ngày nhậm chức | Đương chức                                                                             | Chức vụ Nội dung phụ trách & Ngày nhậm chức                                                                       | Đương chức                                                                          |
| – Bộ trưởng, Chủ nhiệm Văn phòng Chính phủ Nhậm chức 8 tháng 4 năm 2021 | Phó Chủ nhiệm Thường trực Trần Văn Sơn từ Nam Định                                     | – Bộ trưởng, Chủ nhiệm Ủy ban Dân tộc Nhậm chức 8 tháng 4 năm 2021                                                | Phó Chủ tịch kiêm Tổng thư ký Ủy ban Trung ương MTTQ Việt Nam Hầu A Lềnh từ Lào Cai |
| – Tổng Thanh tra Chính phủ Nhậm chức 8 tháng 4 năm 2021 | Cựu Chủ tịch Ủy ban nhân dân tỉnh Đoàn Hồng Phong từ Nam Định                          | – Thống đốc Ngân hàng Nhà nước Việt Nam Nhậm chức 12 tháng 11 năm 2020                                            | Phó Thống đốc Nguyễn Thị Hồng từ Hà Nội                                             |

### Bê bối
Vụ việc nâng khống giá kit test COVID-19 xảy ra tại công ty Việt Á có sự nhúng tay của Bộ trưởng Y tế Nguyễn Thanh Long. Ông Nguyễn Thanh Long là thành viên chính phủ nhiệm kỳ 2021-2026. Vào tháng 6 năm 2022, Bộ Chính trị đã quyết định kỷ luật, khai trừ Đảng đối với ông Nguyễn Thanh Long. Ngày 7 tháng 6 năm 2022, đề nghị của Phạm Minh Chính về việc cách chức đối với Bộ trưởng Bộ Y tế đã thông qua, Chủ tịch nước Nguyễn Xuân Phúc đã ký quyết định cách chức Bộ trưởng Y tế Nguyễn Thanh Long.

## Điều chỉnh lần 2
Chính phủ đã thực hiện điều chỉnh một số vị trí lần thứ hai sau việc miễn nhiệm và kỷ luật các Phó Thủ tướng Phạm Bình Minh, Vũ Đức Đam và cái chết của Phó Thủ tướng Lê Văn Thành.

#### Thay đổi
- Phó Thủ tướng Trần Lưu Quang và Trần Hồng Hà nhậm chức vào ngày 5 tháng 1 năm 2023, thay thế Phạm Bình Minh, Vũ Đức Đam (bị kỷ luật)[14] và Lê Văn Thành (qua đời).
- Bộ trưởng Bộ Tài nguyên và Môi trường Đặng Quốc Khánh nhậm chức vào ngày 22 tháng 5 năm 2023, thay thế Trần Hồng Hà, người đã được bổ nhiệm làm Phó Thủ tướng vào ngày 5 tháng 1 năm 2023.

| Chính phủ Phạm Minh Chính điều chỉnh lần 2 | Chính phủ Phạm Minh Chính điều chỉnh lần 2                                             | Chính phủ Phạm Minh Chính điều chỉnh lần 2                                                                                         | Chính phủ Phạm Minh Chính điều chỉnh lần 2                                          |
| --- | -------------------------------------------------------------------------------------- | --- | ----------------------------------------------------------------------------------- |
| Lãnh đạo Chính phủ – quản lý toàn diện mọi hoạt động thuộc chức năng, nhiệm vụ, quyền hạn của Chính phủ Chức vụ đã thay thế trong nhiệm kì Quốc hội Chức vụ giữ nguyên từ nhiệm kì Quốc hội trước |                                                                                        | |                                                                                     |
| Nguồn: |                                                                                        | |                                                                                     |
| Chức vụ Nội dung phụ trách & Ngày nhậm chức | Đuơng chức                                                                             | Chức vụ Nội dung phụ trách & Ngày nhậm chức                                                                                        | Đuơng chức                                                                          |
| – Thủ tướng Chính phủ Nhậm chức 5 tháng 4 năm 2021 | Trưởng ban Tổ chức Trung ương Phạm Minh Chính từ Thanh Hóa                             | – Phó Thủ tướng Chính phủ Phụ trách Nội chính, Khoa học Công nghệ, Thông tin truyền thông, Ngoại giao Nhậm chức 5 tháng 1 năm 2023 | Cựu Phó Chủ tịch Thường trực Ủy ban nhân dân tỉnh Trần Lưu Quang từ Tây Ninh        |
| – Phó Thủ tướng Chính phủ Phụ trách Kinh tế ngành Nhậm chức 5 tháng 1 năm 2023 | Bộ trưởng Bộ Tài nguyên và Môi trường Trần Hồng Hà từ Hà Tĩnh                          | – Phó Thủ tướng Chính phủ Phụ trách Kinh tế tổng hợp và Thanh tra, khiếu nại, tố cáo Nhậm chức 8 tháng 4 năm 2021                  | Tổng Thanh tra Chính phủ Lê Minh Khái từ Bạc Liêu                                   |
| Cơ quan cấp bộ |                                                                                        | |                                                                                     |
| – Bộ trưởng Bộ Quốc phòng Nhậm chức 8 tháng 4 năm 2021 | Thứ trưởng Phan Văn Giang từ Nam Định                                                  | – Bộ trưởng Bộ Công an Nhậm chức 9 tháng 4 năm 2016                                                                                | Thứ trưởng Tô Lâm từ Hưng Yên                                                       |
| – Bộ trưởng Bộ Nội vụ Nhậm chức 8 tháng 4 năm 2021 | Thứ trưởng Phạm Thị Thanh Trà từ Nghệ An                                               | – Bộ trưởng Bộ Ngoại giao Nhậm chức 8 tháng 4 năm 2021                                                                             | Thứ trưởng Bùi Thanh Sơn từ Hà Nội                                                  |
| – Bộ trưởng Bộ Kế hoạch và Đầu tư Nhậm chức 9 tháng 4 năm 2016 | Thứ trưởng Nguyễn Chí Dũng từ Hà Tĩnh                                                  | – Bộ trưởng Bộ Tài chính Nhậm chức 8 tháng 4 năm 2021                                                                              | Tổng Kiểm toán nhà nước Hồ Đức Phớc từ Nghệ An                                      |
| – Bộ trưởng Bộ Công Thương Nhậm chức 8 tháng 4 năm 2021 | Cựu Chủ tịch Ủy ban nhân dân tỉnh Nguyễn Hồng Diên từ Thái Bình                        | – Bộ trưởng Bộ Nông nghiệp và Phát triển nông thôn Nhậm chức 8 tháng 4 năm 2021                                                    | Thứ trưởng Lê Minh Hoan từ Đồng Tháp                                                |
| – Bộ trưởng Bộ Giao thông Vận tải Nhậm chức 21 tháng 10 năm 2022 | Cựu Chủ tịch Ủy ban nhân dân tỉnh, Chủ tịch HĐQT VietinBank Nguyễn Văn Thắng từ Hà Nội | – Bộ trưởng Bộ Xây dựng Nhậm chức 8 tháng 4 năm 2021                                                                               | Thứ trưởng Nguyễn Thanh Nghị từ Cà Mau                                              |
| – Bộ trưởng Bộ Thông tin và Truyền thông Quyền Bộ trưởng từ 27 tháng 7 năm 2018 Nhậm chức 24 tháng 10 năm 2018                                                                                    | Chủ tịch, Tổng giám đốc Viettel Nguyễn Mạnh Hùng từ Bắc Ninh                           | – Bộ trưởng Bộ Lao động – Thương binh và Xã hội Nhậm chức 9 tháng 4 năm 2016                                                       | Cựu Chủ tịch Hội đồng nhân dân tỉnh Đào Ngọc Dung từ Hà Nam                         |
| – Bộ trưởng Bộ Văn hóa, Thể thao và Du lịch Nhậm chức 8 tháng 4 năm 2021 | Thứ trưởng Nguyễn Văn Hùng từ Quảng Trị                                                | – Bộ trưởng Bộ Khoa học và Công nghệ Nhậm chức 12 tháng 11 năm 2020                                                                | Giám đốc Đại học Quốc gia Thành phố Hồ Chí Minh Huỳnh Thành Đạt từ Bến Tre          |
| – Bộ trưởng Bộ Giáo dục và Đào tạo Nhậm chức 8 tháng 4 năm 2021 | Giám đốc Đại học Quốc gia Hà Nội Nguyễn Kim Sơn từ Hải Phòng                           | – Bộ trưởng Bộ Y tế Quyền Bộ trưởng từ 15 tháng 7 năm 2022 Nhậm chức 21 tháng 10 năm 2022                                          | Cựu Thứ trưởng Đào Hồng Lan từ Hải Dương                                            |
| – Bộ trưởng Bộ Tài nguyên và Môi trường Nhậm chức 22 tháng 5 năm 2023 | Cựu Chủ tịch Ủy ban nhân dân tỉnh Đặng Quốc Khánh từ Hà Tĩnh                           | – Bộ trưởng Bộ Tư pháp Nhậm chức 9 tháng 4 năm 2016                                                                                | Thứ trưởng Lê Thành Long từ Thanh Hóa                                               |
| Cơ quan ngang bộ |                                                                                        | |                                                                                     |
| Chức vụ Nội dung phụ trách & Ngày nhậm chức | Đương chức                                                                             | Chức vụ Nội dung phụ trách & Ngày nhậm chức                                                                                        | Đương chức                                                                          |
| – Bộ trưởng, Chủ nhiệm Văn phòng Chính phủ Nhậm chức 8 tháng 4 năm 2021 | Phó Chủ nhiệm Thường trực Trần Văn Sơn từ Nam Định                                     | – Bộ trưởng, Chủ nhiệm Ủy ban Dân tộc Nhậm chức 8 tháng 4 năm 2021                                                                 | Phó Chủ tịch kiêm Tổng thư ký Ủy ban Trung ương MTTQ Việt Nam Hầu A Lềnh từ Lào Cai |
| – Tổng Thanh tra Chính phủ Nhậm chức 8 tháng 4 năm 2021 | Cựu Chủ tịch Ủy ban nhân dân tỉnh Đoàn Hồng Phong từ Nam Định                          | – Thống đốc Ngân hàng Nhà nước Việt Nam Nhậm chức 12 tháng 11 năm 2020                                                             | Phó Thống đốc Nguyễn Thị Hồng từ Hà Nội                                             |

## Điều chỉnh lần 3
Chính phủ đã thực hiện điều chỉnh một số vị trí lần thứ ba, xung quanh quá trình Tô Lâm trở thành Chủ tịch nước rồi Tổng Bí thư Đảng Cộng sản Việt Nam, tức lãnh đạo cao nhất trong hệ thống chính trị Việt Nam, với một loạt các Phó Thủ tướng và Bộ trưởng bị thay thế.

### Thay đổi
- Bộ trưởng Bộ Công an Lương Tam Quang nhậm chức vào ngày 6 tháng 6 năm 2024, thay thế Tô Lâm, người đã từ nhiệm để nhậm chức Chủ tịch nước vào ngày 22 tháng 5.

- Các Phó Thủ tướng Lê Thành Long, Nguyễn Hòa Bình, Hồ Đức Phớc và Bùi Thanh Sơn được bổ nhiệm từ ngày 6 tháng 6 đến 26 tháng 8 năm 2024, thay thế Lê Minh Khái (bị kỷ luật)[16] và Trần Lưu Quang (miễn nhiệm).
- Bộ trưởng Bộ Tài nguyên và Môi trường Đỗ Đức Duy nhậm chức vào ngày 26 tháng 8 năm 2024, thay thế Đặng Quốc Khánh, người đã bị kỷ luật sau đó.[17]
- Bộ trưởng Bộ Tư pháp Nguyễn Hải Ninh nhậm chức vào ngày 26 tháng 8 năm 2024, thay thế Lê Thành Long, người đã được bổ nhiệm làm Phó Thủ tướng vào ngày 6 tháng 6.
- Bộ trưởng Bộ Giao thông vận tải Trần Hồng Minh nhậm chức vào ngày 28 tháng 11 năm 2024, thay thế Nguyễn Văn Thắng, người đã từ nhiệm để nhậm chức Bộ trưởng Bộ Tài chính.
- Bộ trưởng Bộ Tài chính Nguyễn Văn Thắng nhậm chức vào ngày 28 tháng 11 năm 2024, thay thế Hồ Đức Phớc, người đã được bổ nhiệm làm Phó Thủ tướng vào ngày 26 tháng 8.

| Chính phủ Phạm Minh Chính điều chỉnh lần 3 | Chính phủ Phạm Minh Chính điều chỉnh lần 3                             | Chính phủ Phạm Minh Chính điều chỉnh lần 3                                                                                   | Chính phủ Phạm Minh Chính điều chỉnh lần 3                                               |
| --- | ---------------------------------------------------------------------- | --- | ---------------------------------------------------------------------------------------- |
| Lãnh đạo Chính phủ – quản lý toàn diện mọi hoạt động thuộc chức năng, nhiệm vụ, quyền hạn của Chính phủ Chức vụ đã thay thế trong nhiệm kì Quốc hội Chức vụ giữ nguyên từ nhiệm kì Quốc hội trước |                                                                        | |                                                                                          |
| Nguồn: |                                                                        | |                                                                                          |
| Chức vụ Nội dung phụ trách & Ngày nhậm chức | Đuơng chức                                                             | Chức vụ Nội dung phụ trách & Ngày nhậm chức                                                                                  | Đuơng chức                                                                               |
| – Thủ tướng Chính phủ Nhậm chức 5 tháng 4 năm 2021 | Trưởng ban Tổ chức Trung ương Phạm Minh Chính từ Thanh Hóa             | – Phó Thủ tướng Thường trực Chính phủ Phụ trách Nội chính Phó thủ tướng từ 26 tháng 8 năm 2024 Nhậm chức 28 tháng 8 năm 2024 | Chánh án Tòa án nhân dân tối cao Nguyễn Hòa Bình từ Quảng Ngãi                           |
| – Phó Thủ tướng Chính phủ Phụ trách Kinh tế ngành Nhậm chức 5 tháng 1 năm 2023 | Bộ trưởng Bộ Tài nguyên và Môi trường Trần Hồng Hà từ Hà Tĩnh          | – Phó Thủ tướng Chính phủ Phụ trách Tư pháp, Khoa giáo - Văn xã Nhậm chức 6 tháng 6 năm 2024                                 | Bộ trưởng Bộ Tư pháp Lê Thành Long từ Thanh Hóa                                          |
| – Phó Thủ tướng Chính phủ Phụ trách Kinh tế tổng hợp Nhậm chức 26 tháng 8 năm 2024 | Bộ trưởng Bộ Tài chính Hồ Đức Phớc từ Nghệ An                          | – Phó Thủ tướng Chính phủ Phụ trách Đối ngoại, Công thương Nhậm chức 26 tháng 8 năm 2024                                     | Bộ trưởng Bộ Ngoại giao Bùi Thanh Sơn từ Hà Nội                                          |
| Cơ quan cấp bộ |                                                                        | |                                                                                          |
| – Bộ trưởng Bộ Quốc phòng Nhậm chức 8 tháng 4 năm 2021 | Thứ trưởng Phan Văn Giang từ Nam Định                                  | – Bộ trưởng Bộ Công an Nhậm chức 6 tháng 6 năm 2024                                                                          | Thứ trưởng Lương Tam Quang từ Hưng Yên                                                   |
| – Bộ trưởng Bộ Nội vụ Nhậm chức 8 tháng 4 năm 2021 | Thứ trưởng Phạm Thị Thanh Trà từ Nghệ An                               | – Bộ trưởng Bộ Ngoại giao Nhậm chức 8 tháng 4 năm 2021                                                                       | Thứ trưởng Bùi Thanh Sơn từ Hà Nội                                                       |
| – Bộ trưởng Bộ Kế hoạch và Đầu tư Nhậm chức 9 tháng 4 năm 2016 | Thứ trưởng Nguyễn Chí Dũng từ Hà Tĩnh                                  | – Bộ trưởng Bộ Tài chính Nhậm chức 28 tháng 11 năm 2024                                                                      | Bộ trưởng Bộ Giao thông Vận tải, cựu Chủ tịch HĐQT VietinBank Nguyễn Văn Thắng từ Hà Nội |
| – Bộ trưởng Bộ Công Thương Nhậm chức 8 tháng 4 năm 2021 | Cựu Chủ tịch Ủy ban nhân dân tỉnh Nguyễn Hồng Diên từ Thái Bình        | – Bộ trưởng Bộ Nông nghiệp và Phát triển nông thôn Nhậm chức 8 tháng 4 năm 2021                                              | Thứ trưởng Lê Minh Hoan từ Đồng Tháp                                                     |
| – Bộ trưởng Bộ Giao thông Vận tải Nhậm chức 28 tháng 11 năm 2024 | Cựu Chủ nhiệm Tổng cục Công nghiệp Quốc phòng Trần Hồng Minh từ Hà Nội | – Bộ trưởng Bộ Xây dựng Nhậm chức 8 tháng 4 năm 2021                                                                         | Thứ trưởng Nguyễn Thanh Nghị từ Cà Mau                                                   |
| – Bộ trưởng Bộ Thông tin và Truyền thông Quyền Bộ trưởng từ 27 tháng 7 năm 2018 Nhậm chức 24 tháng 10 năm 2018                                                                                    | Chủ tịch, Tổng giám đốc Viettel Nguyễn Mạnh Hùng từ Bắc Ninh           | – Bộ trưởng Bộ Lao động – Thương binh và Xã hội Nhậm chức 9 tháng 4 năm 2016                                                 | Cựu Chủ tịch Hội đồng nhân dân tỉnh Đào Ngọc Dung từ Hà Nam                              |
| – Bộ trưởng Bộ Văn hóa, Thể thao và Du lịch Nhậm chức 8 tháng 4 năm 2021 | Thứ trưởng Nguyễn Văn Hùng từ Quảng Trị                                | – Bộ trưởng Bộ Khoa học và Công nghệ Nhậm chức 12 tháng 11 năm 2020                                                          | Giám đốc Đại học Quốc gia Thành phố Hồ Chí Minh Huỳnh Thành Đạt từ Bến Tre               |
| – Bộ trưởng Bộ Giáo dục và Đào tạo Nhậm chức 8 tháng 4 năm 2021 | Giám đốc Đại học Quốc gia Hà Nội Nguyễn Kim Sơn từ Hải Phòng           | – Bộ trưởng Bộ Y tế Quyền Bộ trưởng từ 15 tháng 7 năm 2022 Nhậm chức 21 tháng 10 năm 2022                                    | Cựu Thứ trưởng Đào Hồng Lan từ Hải Dương                                                 |
| – Bộ trưởng Bộ Tài nguyên và Môi trường Nhậm chức 26 tháng 8 năm 2024 | Cựu Chủ tịch Ủy ban nhân dân tỉnh Đỗ Đức Duy từ Thái Bình              | – Bộ trưởng Bộ Tư pháp Nhậm chức 26 tháng 8 năm 2024                                                                         | Cựu Phó Chủ tịch Ủy ban nhân dân tỉnh Nguyễn Hải Ninh từ Hưng Yên                        |
| Cơ quan ngang bộ |                                                                        | |                                                                                          |
| Chức vụ Nội dung phụ trách & Ngày nhậm chức | Đương chức                                                             | Chức vụ Nội dung phụ trách & Ngày nhậm chức                                                                                  | Đương chức                                                                               |
| – Bộ trưởng, Chủ nhiệm Văn phòng Chính phủ Nhậm chức 8 tháng 4 năm 2021 | Phó Chủ nhiệm Thường trực Trần Văn Sơn từ Nam Định                     | – Bộ trưởng, Chủ nhiệm Ủy ban Dân tộc Nhậm chức 8 tháng 4 năm 2021                                                           | Phó Chủ tịch kiêm Tổng thư ký Ủy ban Trung ương MTTQ Việt Nam Hầu A Lềnh từ Lào Cai      |
| – Tổng Thanh tra Chính phủ Nhậm chức 8 tháng 4 năm 2021 | Cựu Chủ tịch Ủy ban nhân dân tỉnh Đoàn Hồng Phong từ Nam Định          | – Thống đốc Ngân hàng Nhà nước Việt Nam Nhậm chức 12 tháng 11 năm 2020                                                       | Phó Thống đốc Nguyễn Thị Hồng từ Hà Nội                                                  |

## Điều chỉnh lần 4 (sau cải tổ)
Chính phủ thực hiện đợt điều chỉnh lần 4 sau đợt tinh gọn bộ máy năm 2025, dựa theo chỉ đạo từ Bộ Chính trị và Tổng Bí thư Tô Lâm, với sự hợp nhất và xóa sổ một loạt các bộ và cơ quan chính phủ. Các thành viên của Chính phủ mới đã được Quốc hội khóa XV phê chuẩn trong ngày làm việc thứ sáu, kỳ họp bất thường lần thứ 9 ngày 18 tháng 2 năm 2025.

### Thay đổi
- Các chức vụ sau đã được xóa bỏ:
  1. Bộ trưởng Bộ Kế hoạch và Đầu tư, với Bộ trưởng đuơng nhiệm Nguyễn Chí Dũng được bổ nhiệm làm Phó Thủ tướng.
  2. Bộ trưởng Bộ Nông nghiệp và Phát triển nông thôn, với Bộ trưởng đuơng nhiệm Lê Minh Hoan được bổ nhiệm làm Phó Chủ tịch Quốc hội.
  3. Bộ trưởng Bộ Giao thông Vận tải, với Bộ trưởng đuơng nhiệm Trần Hồng Minh được bổ nhiệm làm Bộ trưởng Bộ Xây dựng.
  4. Bộ trưởng Bộ Thông tin và Truyền thông, với Bộ trưởng đuơng nhiệm Nguyễn Mạnh Hùng được bổ nhiệm làm Bộ trưởng Bộ Khoa học và Công nghệ.
  5. Bộ trưởng Bộ Lao động – Thương binh và Xã hội, với Bộ trưởng đuơng nhiệm Đào Ngọc Dung được bổ nhiệm làm Bộ trưởng Bộ Dân tộc và Tôn giáo.
  6. Bộ trưởng, Chủ nhiệm Ủy ban Dân tộc, với Bộ trưởng đuơng nhiệm Hầu A Lềnh đã được bổ nhiệm làm Bí thư Tỉnh ủy Hà Giang từ ngày 22 tháng 1.
- Các chức vụ sau đã được thành lập:
  1. Bộ trưởng Bộ Nông nghiệp và Môi trường, trên cơ sở hợp nhất Bộ Nông nghiệp và Phát triển nông thôn và Bộ Tài nguyên và Môi trường. Bộ trưởng đầu tiên của cơ quan này là Đỗ Đức Duy.
  2. Bộ trưởng Bộ Dân tộc và Tôn giáo, trên cơ sở từ sự thay đổi cấu trúc của Ủy ban Dân tộc. Bộ trưởng đầu tiên của cơ quan này là Đào Ngọc Dung.
- Các chức vụ sau đã được thay đổi:
  1. Các Phó Thủ tướng Mai Văn Chính và Nguyễn Chí Dũng được bổ nhiệm.
  2. Bộ trưởng Bộ Xây dựng Trần Hồng Minh nhậm chức, thay thế Nguyễn Thanh Nghị, người đã được bổ nhiệm làm Phó Bí thư Thường trực Thành ủy Thành phố Hồ Chí Minh vào ngày 25 tháng 1.
  3. Bộ trưởng Bộ Khoa học và Công nghệ Nguyễn Mạnh Hùng nhậm chức, thay thế Huỳnh Thành Đạt, người đã được bổ nhiệm làm Phó trưởng Ban Tuyên giáo và Dân vận Trung ương vào ngày 17 tháng 2.

| Chính phủ Phạm Minh Chính sau cải tổ | Chính phủ Phạm Minh Chính sau cải tổ                                   | Chính phủ Phạm Minh Chính sau cải tổ                                                                                         | Chính phủ Phạm Minh Chính sau cải tổ                                  |
| --- | ---------------------------------------------------------------------- | --- | --------------------------------------------------------------------- |
| Lãnh đạo Chính phủ – quản lý toàn diện mọi hoạt động thuộc chức năng, nhiệm vụ, quyền hạn của Chính phủ Chức vụ đã được bổ nhiệm trong đợt cải tổ Chức vụ đã thay thế trong nhiệm kì Quốc hội Chức vụ giữ nguyên từ nhiệm kì Quốc hội trước |                                                                        | |                                                                       |
| Nguồn: |                                                                        | |                                                                       |
| Chức vụ Nội dung phụ trách & Ngày nhậm chức | Đuơng chức                                                             | Chức vụ Nội dung phụ trách & Ngày nhậm chức                                                                                  | Đuơng chức                                                            |
| – Thủ tướng Chính phủ Nhậm chức 5 tháng 4 năm 2021 | Trưởng ban Tổ chức Trung ương Phạm Minh Chính từ Thanh Hóa             | – Phó Thủ tướng Thường trực Chính phủ Phụ trách Nội chính Phó thủ tướng từ 26 tháng 8 năm 2024 Nhậm chức 28 tháng 8 năm 2024 | Chánh án Tòa án nhân dân tối cao Nguyễn Hòa Bình từ Quảng Ngãi        |
| – Phó Thủ tướng Chính phủ Phụ trách Kinh tế ngành Nhậm chức 5 tháng 1 năm 2023 | Bộ trưởng Bộ Tài nguyên và Môi trường Trần Hồng Hà từ Hà Tĩnh          | – Phó Thủ tướng Chính phủ Phụ trách Tư pháp, Y tế, Giáo dục Nhậm chức 6 tháng 6 năm 2024                                     | Bộ trưởng Bộ Tư pháp Lê Thành Long từ Thanh Hóa                       |
| – Phó Thủ tướng Chính phủ Phụ trách Kinh tế tổng hợp Nhậm chức 26 tháng 8 năm 2024 | Bộ trưởng Bộ Tài chính Hồ Đức Phớc từ Nghệ An                          | – Phó Thủ tướng Chính phủ Phụ trách Đối ngoại, Công thương Nhậm chức 26 tháng 8 năm 2024                                     | Bộ trưởng Bộ Ngoại giao Bùi Thanh Sơn từ Hà Nội                       |
| – Phó Thủ tướng Chính phủ Phụ trách Khoa học, Công nghệ Nhậm chức 18 tháng 2 năm 2025 | Bộ trưởng Bộ Kế hoạch và Đầu tư Nguyễn Chí Dũng từ Hà Tĩnh             | – Phó Thủ tướng Chính phủ Phụ trách Văn hóa, Xã hội Nhậm chức 18 tháng 2 năm 2025                                            | Trưởng Ban Dân vận Trung ương Mai Văn Chính từ Long An                |
| Cơ quan cấp bộ |                                                                        | |                                                                       |
| – Bộ trưởng Bộ Quốc phòng Nhậm chức 8 tháng 4 năm 2021 | Thứ trưởng Phan Văn Giang từ Nam Định                                  | – Bộ trưởng Bộ Công an Nhậm chức 6 tháng 6 năm 2024                                                                          | Thứ trưởng Lương Tam Quang từ Hưng Yên                                |
| – Bộ trưởng Bộ Ngoại giao Nhậm chức 8 tháng 4 năm 2021 | Thứ trưởng Bùi Thanh Sơn từ Hà Nội                                     | – Bộ trưởng Bộ Nội vụ Nhậm chức 8 tháng 4 năm 2021                                                                           | Thứ trưởng Phạm Thị Thanh Trà từ Nghệ An                              |
| – Bộ trưởng Bộ Tư pháp Nhậm chức 26 tháng 8 năm 2024 | Cựu Bí thư Tỉnh ủy Khánh Hòa Nguyễn Hải Ninh từ Hưng Yên               | – Bộ trưởng Bộ Tài chính Nhậm chức 28 tháng 11 năm 2024                                                                      | Bộ trưởng Bộ Giao thông Vận tải Nguyễn Văn Thắng từ Hà Nội            |
| – Bộ trưởng Bộ Công Thương Nhậm chức 8 tháng 4 năm 2021 | Cựu Phó Trưởng ban Tuyên giáo Trung ương Nguyễn Hồng Diên từ Thái Bình | – Bộ trưởng Bộ Nông nghiệp và Môi trường Nhậm chức 18 tháng 2 năm 2025                                                       | Bộ trưởng Bộ Tài nguyên và Môi trường Đỗ Đức Duy từ Thái Bình         |
| – Bộ trưởng Bộ Xây dựng Nhậm chức 18 tháng 2 năm 2025 | Bộ trưởng Bộ Giao thông Vận tải Trần Hồng Minh từ Hà Nội               | – Bộ trưởng Bộ Văn hóa, Thể thao và Du lịch Nhậm chức 8 tháng 4 năm 2021                                                     | Thứ trưởng Nguyễn Văn Hùng từ Quảng Trị                               |
| – Bộ trưởng Bộ Khoa học và Công nghệ Nhậm chức 18 tháng 2 năm 2025 | Bộ trưởng Bộ Thông tin và Truyền thông Nguyễn Mạnh Hùng từ Bắc Ninh    | – Bộ trưởng Bộ Giáo dục và Đào tạo Nhậm chức 8 tháng 4 năm 2021                                                              | Giám đốc Đại học Quốc gia Hà Nội Nguyễn Kim Sơn từ Hải Phòng          |
| – Bộ trưởng Bộ Y tế Quyền Bộ trưởng từ 15 tháng 7 năm 2022 Nhậm chức 21 tháng 10 năm 2022 | Cựu Bí thư Tỉnh ủy Bắc Ninh Đào Hồng Lan từ Hải Dương                  | – Bộ trưởng Bộ Dân tộc và Tôn giáo Nhậm chức 18 tháng 2 năm 2025                                                             | Bộ trưởng Bộ Lao động – Thương binh và Xã hội Đào Ngọc Dung từ Hà Nam |
| Cơ quan ngang bộ |                                                                        | |                                                                       |
| Chức vụ Nội dung phụ trách & Ngày nhậm chức | Đương chức                                                             | Chức vụ Nội dung phụ trách & Ngày nhậm chức                                                                                  | Đương chức                                                            |
| – Bộ trưởng, Chủ nhiệm Văn phòng Chính phủ Nhậm chức 8 tháng 4 năm 2021 | Phó Chủ nhiệm Thường trực Trần Văn Sơn từ Nam Định                     | – Thống đốc Ngân hàng Nhà nước Việt Nam Nhậm chức 12 tháng 11 năm 2020                                                       | Phó Thống đốc Nguyễn Thị Hồng từ Hà Nội                               |
| – Tổng Thanh tra Chính phủ Nhậm chức 8 tháng 4 năm 2021 | Cựu Bí thư Tỉnh ủy Đoàn Hồng Phong từ Nam Định                         | |                                                                       |